# Dipartimento di Oussouye
Il dipartimento di Oussouye (fr. Département de Oussouye) è un dipartimento del Senegal, appartenente alla regione di Ziguinchor. Il capoluogo è la cittadina di Oussouye.
Si estende nella parte sudoccidentale della regione, sulla sinistra idrografica del fiume Casamance, nella sua zona di foce.
Il dipartimento di Oussouye comprende 1 comune (il capoluogo Oussouye) e 2 arrondissement, a loro volta suddivisi in 4 comunità rurali.
- Cabrousse
- Loudia Wolof